# Hamataliwa strandi
Hamataliwa strandi là một loài nhện trong họ Oxyopidae.
Loài này thuộc chi Hamataliwa. Hamataliwa strandi được Roger de Lessert miêu tả năm 1923.